# Оксид индия(I)
Оксид индия(I) — бинарное неорганическое соединение металла индия и кислорода с формулой In2O, черные кристаллы.

## Получение
- Восстановление водородом оксид индия(III):

{\displaystyle {\mathsf {In_{2}O_{3}+2H_{2}\ {\xrightarrow {400^{o}C}}\ In_{2}O+2H_{2}O}}}
- Разложение оксалата индия(III):

{\displaystyle {\mathsf {In_{2}(C_{2}O_{4})_{3}\ {\xrightarrow {T}}\ In_{2}O+CO+5CO_{2}}}}

## Физические свойства
Оксид индия(I) образует черные кристаллы.

## Химические свойства
- Реагирует с кислотами с выделением водорода:

{\displaystyle {\mathsf {In_{2}O+6HCl\ {\xrightarrow {}}\ 2InCl_{3}+H_{2}O+2H_{2}\uparrow }}}